# Tuchla (osada w Polsce)
Tuchla – osada w Polsce, położona w województwie podkarpackim, w powiecie jarosławskim, w gminie Laszki. 
Miejscowość wchodzi w skład sołectwa Tuchla.
W latach 1975–1998 miejscowość należała administracyjnie do województwa przemyskiego.